# Поляновиці (Малопольське воєводство)
Поляновиці (пол. Polanowice) — село в Польщі, у гміні Сломники Краківського повіту Малопольського воєводства.
Населення — 691 особа (2011).
У 1975-1998 роках село належало до Краківського воєводства.

## Демографія
Демографічна структура станом на 31 березня 2011 року:
|          | Загалом | Допрацездатний вік | Працездатний вік | Постпрацездатний вік |
| -------- | ------- | ------------------ | ---------------- | -------------------- |
| Чоловіки | 334     | 61                 | 238              | 35                   |
| Жінки    | 357     | 67                 | 211              | 79                   |
| Разом    | 691     | 128                | 449              | 114                  |